# Иван Сабљак
Иван Сабљак (Раковица, код Карловца, 21. јун 1919 — логор Јасеновац, октобар 1944), учесник Народноослободилачке борбе и народни херој Југославије.

## Биографија
Рођен је 21. јуна 1919. године у Раковици код Карловца. По занимању је био обућарски радник. Живео је у Загребу, где је 1938. ступио у Уједињени раднички синдикални савез. Убрзо се истакао политичким радом међу радничком омладином. Године 1940. примљен је у Комунистичку партију Југославије. Као члан Партије, проширио је политички рад с омладином и залагао се за сарадњу између радничке и сељачке омладине.
После окупације и формирања „НДХ“, био је један од главних организатора акција омладинских ударних група у окупираном Загребу. У то време изабран је и у Месни комитет СКОЈ-а за Загреб. Препознат од усташких агената на улици, ухапшен је 5. августа 1941. године, а убрзо затим интерниран у концентрациони логор Јасеновац. У логору је наставио да ради с омладином, настојећи да организује интерниране омладинце У јануару 1942. године, пребачен је у логор Стара Градишка, где је изабран за секретара логорског партијског руководства. Због политичког деловања међу затвореницима, неколико пута је био у самици.
Радећи код неког усташе као посилни, Иван Сабљак је успео, преко неких логораша упућиваних на рад ван логора, да успостави везу с Козарачким партизанским одредом. Било је планирано да одред нападне логор и ослободи заточенике. У томе је требало да дају помоћ и комунисти логораши. Њих је за ту акцију припремао Иван Сабљак, организујући крађе оружја од усташа у логору.
Ослобођење заточеника било је планирано за лето 1944. године, но Усташка надзорна служба успела је да открије план акције. Убрзо су сазнали да је главни организатор покушаја бега био Иван Сабљак. Бачен је у самицу, али упркос мучењу није одао остале организаторе акције. Када су увидели да од њега не могу ништа да сазнају, повели су га једне ноћи, у октобру 1944. године, на стрељање. Настојећи да искористи последњу прилику за бег, Иван Сабљак је почео да бежи, али су га у бегу усташе убиле.
Одлуком председника Федеративне Народне Републике Југославије Јосипа Броза Тита 24. јула 1953. године, проглашен је за народног хероја.